# 원피스 (만화)
《원피스》(일본어: ワンピース, 영어: ONE PIECE)는 오다 에이치로가 집필하고 그린 일본 만화 시리즈이다. 슈에이샤의 소년 만화 잡지 〈주간 소년 점프〉에서 1997년 7월 20일부터 연재됐으며, 2023년 7월 기준으로 총 106권의 단행본으로 엮어 출판됐다. 해적왕을 꿈꾸는 소년 몽키 D. 루피와 그가 이끄는 밀짚모자 해적단이 미지의 대비보 '원피스'를 찾아 그랜드라인 항로를 탐험하는 여정을 그렸다.
《원피스》는 만화를 시작으로 미디어 프랜차이즈가 전개돼 도에이 애니메이션이 제작한 애니메이션판이 1999년 10월부터 후지TV를 통해 방영됐다. 또한 도에이는 극장판 애니메이션 14편, 오리지널 비디오 애니메이션 1편, 텔레비전 특별편 13편을 제작했다. 그 외 각종 기업들이 카드 게임, 비디오 게임 등 다양한 매체로 《원피스》 파생작품들을 개발했다. 대한민국에서는 1999년 10월부터 출판사 대원씨아이에서 단행본을 발행했으며 2003년 2월 24일 대원미디어에서 원피스의 국내 방송권 계약을 체결하여 2003년 5월 19일부터 2007년 6월 4일까지 KBS 2TV에서 방영되었다.
《원피스》는 스토리텔링, 세계관, 작화와 유머로 호평을 받았으며 일본에서 사회현상을 일으켰다. 2015년 6월 15일에 가장 많이 발행된 단일 작가의 만화 시리즈로 기네스 세계 기록에 등록됐다. 67권은 초판 발행 부수 405만 부, 66권은 초동 주간 매출 227만 5000부로 일본 출판 사상 최고 기록을 수립하였다. 원피스는 해외 42개 이상의 국가와 지역에서 번역되어 판매되고 있으며, 해외에서의 코믹스 누계 발행 부수는 2017년 10월 5억 2천만부를 돌파했다.

## 줄거리

### 시놉시스와 배경
옛날에 이 세상의 전부를 손에 넣은 전설의 해적왕 故 골 D. 로저. 그가 죽으면서 남긴 부, 명성, 권력의 모든 것인 대비보 '원피스'를 찾기 위해 수많은 사람이 해적이 되어 나서고, 대해적시대의 막이 오르게 된다.
해적을 동경하는 소년 몽키 D. 루피는 어느 날 악마의 열매인 '고무고무 열매'를 먹어 고무 인간이 된다. 빨간머리 해적단의 선장 샹크스의 은혜로 살아남은 루피는 그가 맡기고 간 밀짚모자를 쓰며 해적왕이 되기로 결심하고 바다를 탐험하며 동료를 모은다.
루피가 결성한 밀짚모자 해적단은, 해적하면 연상되는 약탈과 살인 대신 동료를 만들고 그들과 함께 누군가를 도와주거나 탐험을 하는 등의 자유분방하고 동료애가 강한 해적단이다. 조로, 나미, 우솝, 상디를 시작으로 후에 쵸파, 니코 로빈, 프랑키, 브룩, 징베에 이르기까지 총 9명의 해적이 루피와 함께하고 있으며, 각자의 꿈과 목적을 이루기 위해 바다를 여행하고 있다.
주요 줄거리는 원피스를 찾기 위해 이스트 블루에서 위대한 항로로 건너온 밀짚모자 해적단이 항로 내 수많은 섬과 지역을 거쳐가며 다양한 해적과 해군들을 마주하는 것으로 전개된다. 주무대는 해상보다는 육지에서 주로 이루어진다. 각 섬에서 사건에 휘말려버리고, 그 섬의 적을 쓰러뜨린 후 다음의 섬으로 나아간다.
적의 경우에는 해적이 많으나, 세계정부의 해군, 정부의 첩보 기관, 한 나라의 원수 등의 공권력과 싸우는 경우도 있다. 바다에서는 주로 항해만이 묘사되고 있으며, 대포 포격 등 화기를 이용한 싸움은 별로 그려지지 않는 대신 등장인물 중에는 초인적인 전투 능력을 가진 이들이 많기 때문에, 초인간의 싸움이 자주 묘사된다.

### 에피소드
2020년 일본 내 박스셋 발매와 함께 원피스의 줄거리 흐름은 공식적으로 총 4부로 정리되었다.
- 1부: 이스트 블루편, 알라바스타 왕국편, 하늘섬편
- 2부: 워터 세븐편, 스릴러 바크와 샤본디 제도편, 임펠 다운과 마린 포드편
- 3부: 어인섬과 펑크 하자드편, 드레스로자편, 조와 홀케이크 아일랜드편
- 4부: 와노쿠니편, 최종편 (가제)

## 애니메이션
원작의 이야기가 애니메이션으로 제작되었다. 이스트 블루편(원작 100화, 애니메이션 53화)으로 종료하기로 했으나, 작가도 예상치 못한 큰 인기를 얻어 현재까지 방영되고 있다. 원작과의 차별성을 주기 위해 애니메이션 오리지널 스토리가 진행되기도 하며, 원작만화의 연재속도가 애니메이션 방송 속도보다 느리기 때문에 애니메이션 오리지널 스토리가 섞여서 진행된다.
방영 목록
원작과 달리 중간 중간에 오리지널 스토리가 진행되는 것을 제외하고는 원작과 동일하다. 다만 이야기의 중심 지역에 따라 이야기를 나눌 수 있는데, 2012년까지는 정상전쟁 후를 시기적 배경으로 하여 어인섬에 밀짚모자 해적단이 정박하는 이야기가 방영되었다가, 2013년부터 2016년까지 밀짚모자 해적단이 카이도 타도를 위해 트라팔가 로와 동맹을 맺고 카이도를 위해 스마일이라는 인공 악마의 열매를 만들어내고 폭정을 일삼으며 독재자로 군림하지만 칠무해의 일원으로서 세계정부의 공공연한 비호를 받고 있는 돈키호테 패밀리와 대치하는 이야기가 방영되었으며, 2017년 이후에는 홀케이크 아일랜드에 밀짚모자 해적단의 일부(루피, 나미, 상디, 쵸파, 브룩)와 빅 맘 해적단이 대치하는 이야기가 방영되고 있다가, 현재는 와노쿠니에 밀짚모자 해적단의 구성원 및 카이도에게 적대하는 해적단 세력들이 와노쿠니의 사무라이와 함께 힘을 합쳐 카이도가 이끄는 백수 해적단 및 빅 맘이 이끄는 빅 맘 해적단에 대치하는 이야기가 방영되고 있다.
등장인물
원작의 스토리 특성으로 인해 해적단을 중심으로 해군 관련 인물과 더불어 해적단이 정박하게 되는 지역의 주민 또는 지역 유지 등이 주변 인물로 등장하게 되는데, 해적단이 다음 장소로 이동할 때마다 간간이 모습을 비춰주어 근황을 짐작할 수 있게 된다. 경우에 따라서는 해군 측의 이야기가 진행되어 천룡인 내지 세계 정부에 소속된 인물 등 해군 관련 인물이 이야기 중심에 있는 경우도 있다.

## 작중 세계관
세계관은 15세기 - 17세기 서구의 대항해 시대를 모델로 하고 있다고 할 수 있다. 레드 라인으로 세계는 2등분이 되어 있고, 위대한 항로로 인해서 4개의 바다(이스트 블루, 사우스 블루, 노스 블루, 웨스트 블루)로 나뉘어 있다.

### 악마의 열매
악마의 열매 능력자는 크게 '초인계', '동물계', '자연계'로 나눌 수 있다.
'초인계'는 '고무고무(현 환수종 모델 : 태양의 신 니카) 열매'나 '꽃꽃 열매', '수술수술 열매'처럼 초인적인 능력을 가진 능력자로, 쉽게 구분하는 법은 '동물계'와 '자연계' 능력자를 제외한 나머지 능력자들이라 보면 된다.
'동물계'는 말 그대로 동물로 변하는 능력자로, 기린(카쿠), 늑대(쟈브라)와 같은 일반 동물 외에도 흰 수염 해적단의 1번대 대장 '불사조 마르코' ,'부처님 센고쿠', 검은 수염 해적단의 6번대 선장 '초승달 사냥꾼' 카타리나 데본 , 야마토(자칭:코즈키 오뎅) 은 자연계 능력보다 희귀한 동물계 '환수종' 능력자이다.
'자연계'는 흔히 능력자들 중 최강이라 불리는 존재들로, 말 그대로 불(故 에이스), 빛(키자루)
, 모래(크로커다일), 마그마(아카이누)와 같은 자연물이기 때문에 무장색 패기를 두르거나 상성이 안맞지 않은 이상 물리적 공격이 대부분 먹히지 않는다.
돈키호테 도플라밍고는 시저 클라운과 함께 천재 과학자 베가펑크의 연구를 발전시켜 '스마일'이라는 인공 악마의 열매를 대량생산해 사황 카이도에게 팔기도 했었다.

### 세계 정부
세계 정부는 원피스에 나오는 해적들의 주된 적으로 나타나는 인물로, 세계정부 총수들 위에 존재하는 오로성과 그 산하에 존재하는 칠무해, CP0~9 등이 있다.
세계 정부를 세웠던 사람들의 후손인 '천룡인'들은 그 권위가 매우 높아 자신들을 신이라고 자칭할 정도이다. 성지 마리조아에서 살고 있으며 인간 노예를 부리는 등 썩어빠진 권력자들이다. 이들에게 위해를 가하면 해군은 해군대장 3명 중 1명을 출동시킨다.

#### 오로성
세계 정부를 실질적으로 다스리는 5명의 대신들이다. 이들은 천룡인 중에서조차 최상위 천룡인일 정도로 엄청나게 높은 귀족이다. 하지만 오로성이 고개를 숙이고 경어로 응대할 정도로 직책과 권위, 그리고 정치적 영향력이 높은 인물이 등장하게 된다.

#### 해군 본부
세계 정부 산하에 있는 정규군이다. 철저하게 전투력에 의해서만 계급이 결정되며 병사와 부사관은 아예 전투원조차 아니라 잡일꾼이기 때문에 실전에서는 싸울 수조차 없다. 중장부터 실력자로 분류되며 정식 정원은 중장 16명, 대장 3명, 원수 1명으로 규정하고 있으며 소장 이하부터는 인원제한이 존재하지 않는다. 이 중에서 원수와 3명의 대장들은 사황과 견줄 정도로 강력하지만 경우에 따라서 강제 소집의 대상이 되기에 권력 지향적 인물이 아니라면 승진하지 않고서 중장으로 남는 경우도 존재한다.
특히 원수는 오로성과 매일같이 회견해야 하는데 이게 상당히 불편하다.

### 前칠무해
세계정부에게 공인된 7명의 해적들이다. 세계정부에 일부를 상납하는 것과 비상소집에 응한다는 조건으로 약탈행위를 허가받으며, 해군에게도 쫓기지 않는다. 실제로도 정상결전에서
前 칠무해들이 응소되어 故 에드워드 뉴게이트와 싸웠다. 바다에서 그 강함과 영향력이 증명되어, 그 존재가 다른 해적들 또는 세계정부의 적들에게 위협이 될만한 해적들이 가입권유를 받는다. 다른 해적에게 패하면 자격이 박탈된다. '왕의 부하'라는 호칭에 대해서는 정확히 알려진 바 없었으나, 908화를 기점으로 세계정부의 최고권력인 오로성보다도 위인 왕이 존재함이 밝혀졌지만, 956화에서 왕하 칠무해의 제도가 완전 폐지되고 만다. 이후, 칠무해였던 인물들을 본따 만든 세라핌이 등장한다.

### 사황
사황은 그랜드라인 후반부인 신세계에서 활동하고 있는 저명한 해적단으로, 수많은 해적단들 중에서 가장 강력한 힘을 보유하고 있는 4개의 해적단을 지칭하는 말이다. 여기서 사황은 마치 황제처럼 신세계에 군림한다고 하여 붙여진 이름이며, 이들과 세력의 균형을 유지하기 위해 세계정부가 내세운 존재는 해군 본부와 정부가 공식 해적으로 인정한 왕하 칠무해 뿐이다. 이야기 초반에는 흰 수염 해적단, 빨간 머리 해적단, 빅 맘 해적단, 백수 해적단이 중추적인 구성원이었으나 정상 대전 이후에는 검은 수염 해적단이 흰 수염 해적단의 자리를 대체하였다. 현재는 몽키 D. 루피와 버기가 사황이 되었다. 이에 따라 밀짚모자 해적단과 크로스 길드가 새로운 구성원이 되었다.
사황 구성원은 다음과 같다.
- 초창기: 에드워드 뉴게이트, 샹크스, 샬롯 링링, 카이도
- 정상결전 직후: 에드워드 뉴게이트정상결전 중 전사, 샹크스, 샬롯 링링, 카이도, 마샬 D. 티치
- 최종장: 샹크스, 샬롯 링링유스타드 키드 & 트라팔가 로에게 패배 후 사황 박탈, 카이도몽키 D. 루피에게 패배 후 사황 박탈, 마샬 D. 티치, 몽키 D. 루피, 버기

## 단기 집중 표지 연재 시리즈
원피스의 표지 대부분에는 본편 내용과는 별도로 연재되는 1컷 짜리 단기 스토리 만화가 연재되고 있다. 원작에 등장했지만 현재 진행되는 스토리에는 나오지 않는 캐릭터들의 근황 등을 주로 다룬다. 애니메이션화 된 에피소드로는 '작은 버기의 대모험'과 '코비와 헤르메포의 분투일기'와 '떨어진 동료들의 이야기'가 있다.
- 작은 버기의 대모험 (35 ~ 75화, 외전 2화, 전 28화)
- 코비와 헤르메포의 분투일기 (84 ~ 119화, 전 30화)
- 쟝고의 댄스 천국 (126 ~ 172화, 외전 1화, 전 37화)
- 하치의 해저 산책 (182 ~ 228화, 전 40화)
- 와포루의 잡식 만세 (236 ~ 262화, 전 32화)
- 에이스의 검은 수염 대수사선 (272 ~ 305화, 전 29화)
- 게다츠의 아차! 청해 생활 (314 ~ 348화, 전 32화)
- 미스 골든위크의 작전명 'Meets Baroque Works' (359 ~ 413화, 외전 1화, 전 42화)
- (외전) 그 사람은 지금 (428 ~ 430화 전 2화)
- 에넬의 스페이스 대작전 (431 ~ 474화, 전 38화)
- CP9의 임무 외 보고 (491 ~ 528화, 전 33화)
- 떨어진 동료들의 이야기 (543 ~ 560화, 전 16화)
  - 상디의 지옥에서 정신줄 놓지 말자 (543 ~ 544화, 전 2화)
  - 로빈의 정말 지독한 짓을 저지른다니까 (545 ~ 546화, 전 2화)
  - 프랑키의 이번 주 난 꽝이다 (548 ~ 549화, 전 2화)
  - 우솝의 혼자면 죽는 병 (550 ~ 551화, 전 2화)
  - 쵸파의 난 식량이 아니라구, 이 자식들아 (552 ~ 554화, 전 2화)
  - 나미의 웨더 리포트 (555 ~ 556화, 전 2화)
  - 브룩의 일박 일팬티의 보은 (557 ~ 558화, 전 2화)
  - 조로의 이 녀석들 어딨지?, 애먹이는군 (559 ~ 560화, 전 2화)
- 세계의 갑판으로부터(613 ~ 668화, 전 48화)
- 카리브의 신세계에서 케히히히히 (673 ~ 731화, 전 46화)
- 징베의 해협 홀로 여행 (751 ~ 785화, 전 28화)
- 세계의 갑판으로부터 - 5억의 남자 편 (805 ~ 현재, 진행 중)

참고로 '쟝고의 댄스 천국'의 경우, 극장판 또는 OVA 용으로 편집되어 영상화되었다.

## 단행본

### 공식 가이드 북
- ONE PIECE RED GRAND CHARACTERS (2002년 1월 발매) ISBN 4-08-873211-1
- ONE PIECE BLUE GRAND DATA FILE (2002년 8월 발매) ISBN 4-08-873358-4
- ONE PIECE YELLOW GRAND ELEMENTS (2007년 4월 발매) ISBN 4088-74098-X
- ONE PIECE RAINBOW (한국은 발매되지 않음) ISBN 4-08-874099-8
- ONE PIECE GREEN SECRET PIECES (2011년 9월 발매) ISBN 4-08-874848-4
- ONE PIECE DEEP BLUE(2013년 12월 발매)

### 단행본의 코너
단행본의 빈페이지에 게재되고 있는 코너로, 독자들의 질문을 작가가 답해주는 형식이다. SBS는 'S 질문을 B 모집 S 한다'라는 의미이다. 본편에서는 공개되지 않은 캐릭터들에 대한 설명 혹은 어릴적 모습, 세계관의 뒷설정이 밝혀지는 등 인기가 많은 코너. 캐릭터들의 생일 등 독자들의 건의로 인해서 적용되는 설정도 있으며(무책임하게 설정되는 경우도 있다.), 독자들에게 코너 시작 선언을 빼앗겨 조롱당하는 모습도 보여주고 있다. 17권에는 'C 쬐끔 M 나의 C 실수' 코너도 있었다. 이 코너는 쵸파의 풀네임을 실수로 '토니·토니 쵸파'라 기재한 것이 원래 '토니토니 쵸파'라는 것을 해명하기 위해 있던 코너다.
우솝 갤러리 해적단
독자들이 보내준 엽서 그림을 게재하는 코너로 매권 마지막 부분에 수록되어있으나, 한국어판에선 수록되어 있지 않다.
Play Back ONE PIECE
한국어판에만 존재하는 코너로, 각 권마다의 명장면과 함께 지난 줄거리가 명시되어 있다.

## 그 외
- 2003년 7월 [만화]와피스와 원피스...?완구회사 캐릭터 日만화표절 논란[9]

(주)개구장이에서 원피스를 표절한 와피스는 한국 캐릭터 문화산업협회에서 주관하여 2003년 7월 16일부터 7월 20일까지 주최되었던 '서울 캐릭터 페어 2003'에서 화제가 되었으며 네티즌에게 많은 비난이 있었다. 등장인물과 내용을 비롯한 대부분을 표절했는데, 이로 인하여 ‘원피스’의 국내 사업권을 가진 (주)대원씨아이가 '와피스’는 명백한 표절로 회사 차원에서 대응할 것 입장을 표명 한 후 소송을 했다. 와피스가 원피스를 모방한 캐릭터는 다음과 같다.

짱피→ 몽키 D. 루피 해적 짱보고의 후손. 천사의 열매 '근육근육 열매'의 능력자이다. 루피와 동일한 외모에 모자를 중절모로, 신발을 전투화로 변경했다.
아유미→ 나미 : CIA에서 훈련받았고 KBS 한국방송 보조춤꾼 출신이다.
졸려→ 롤로노아 조로 : 같은 캐릭터 디자인으로 머리만 삭발했다.
깨숍→ 우솝 : 검은 피부에 짧은 코가 되었다.
샹태→ 상디 : 풍선껌을 씹으며, 전신이 노란 운동복을 입고 있다.
초이→ 네펠타리 비비 : 머리 색이 바뀌었다.
샹숑→ 샹크스 : 원래는 한 팔이 없었지만, 천사의 열매 '팔팔 열매'를 먹고 팔이 돋아났다.
버티기→ 버기 : 버기와 같은 빨간코의 해적 선장.
- 2014년 7월 원피스 특별기획전

2014년 7월 12일부터 9월 7일까지 전시개최 예정지인 용산 전쟁기념관에서 열리기로 한 원피스의 국내 첫 전시전이 욱일기 논란과 함께 취소 되었으나, 주최사가 법원에 제출한 '대관 중단 통보 효력정지 및 전시방해 금지 가처분 신청'이 받아들여지면서 기획전 개최가가능 해졌다.
'원피스 특별기획전－메모리얼로그:정상결전완결편'
기간: 2014년 7월 26일 ~ 2014년 9월 21일
주최: 도에이애니메이션, 대원미디어(주)
주관: 이데일리, (주)타입커뮤니케이션
기획/제작: (주)웨이즈비

## 참고 사항
원피스의 작가 오다 에이치로는 원피스의 등장인물 중 상당수를 실제 해적의 이름에서 모티브를 얻었는데 대부분 잉글랜드 해적이었다.
- 프랜시스 드레이크 → X 드레이크
- 에드워드 티치 → 에드워드 뉴게이트 + 마샬 D. 티치
- 바솔로뮤 로버츠 → 바솔로뮤 쿠마
- 앤 보니 → 주얼리 보니
- 에드워드 로우 → 트라팔가 로
- 윌리엄 키드 → 유스타드 키드
- 아빌다 → 알비다